# Ludvig, prins af Württemberg
Ludwig (også Louis) Friedrich Alexander, prins af Württemberg (30. august 1756 i Treptow – 20. september 1817 i Kirchheim unter Teck) er stamfar til dronning Elizabeth 2. af Storbritannien og kong Juan Carlos af Spanien

## Børn
- Maria Dorothea af Württemberg (1797–1855)
- Amalie af Württemberg (1799–1848)
- Pauline Therese Luise af Württemberg (1800–1873)
- Elisabeth Alexandrine af Württemberg (1802–1864)
- Alexander af Württemberg (1804–1885) (1804–1885)